# Né quelque part (album de Tryo)
Pour les articles homonymes, voir Né quelque part.
Albums de Tryo
Ladilafé
(2012) Vent debout
(2016)
Né quelque part est le sixième album studio du groupe Tryo, sorti le 1er décembre 2014. Il est uniquement composé de reprises de chanteurs ayant inspiré les membres du groupe, ces chansons ayant été reprises sur scène lors de la dernière tournée à quatre.

## Liste des chansons
| No  | Titre                  | Paroles                        | Musique                               | Interprète original    | Durée      |
| --- | ---------------------- | ------------------------------ | ------------------------------------- | ---------------------- | ---------- |
| 1.  | L'Opportuniste         | Jacques Lanzmann, Anne Segalen | Jacques Dutronc                       | Jacques Dutronc        | 3 min 40 s |
| 2.  | Né quelque part        | Maxime Le Forestier            | Maxime Le Forestier, Jean-Pierre Saba | Maxime Le Forestier    | 3 min 09 s |
| 3.  | C'est déjà ça          | Alain Souchon                  | Laurent Voulzy                        | Alain Souchon          | 3 min 06 s |
| 4.  | Ma petite entreprise   | Alain Bashung, Jean Fauque     | Alain Bashung                         | Alain Bashung          | 3 min 10 s |
| 5.  | Victime de la mode     | Claude M'Barali                | Christophe Viguier                    | MC Solaar              | 4 min 01 s |
| 6.  | Triviale poursuite     | Renaud                         | Franck Langolff                       | Renaud                 | 3 min 36 s |
| 7.  | Le petit train         | Catherine Ringer, Fred Chichin | Catherine Ringer, Fred Chichin        | Les Rita Mitsouko      | 3 min 13 s |
| 8.  | Bidonville             | Claude Nougaro (adaptation)    | Vinícius de Moraes, Baden Powell      | Claude Nougaro         | 3 min 35 s |
| 9.  | La corrida             | Francis Cabrel                 | Francis Cabrel                        | Francis Cabrel         | 4 min 03 s |
| 10. | On the road again      | Bernard Lavilliers             | Sebastian Santa-Maria                 | Bernard Lavilliers     | 2 min 48 s |
| 11. | Je t'en remets au vent | Hubert-Félix Thiéfaine         | Hubert-Félix Thiéfaine                | Hubert-Félix Thiéfaine | 2 min 36 s |
| 12. | L'Amour à la machine   | Alain Souchon                  | Alain Souchon                         | Alain Souchon          | 3 min 29 s |
| 13. | Champagne              | Jacques Higelin                | Jacques Higelin                       | Jacques Higelin        | 4 min 14 s |